# 三方原町
三方原町（みかたはらちょう）は静岡県浜松市中央区の町名。丁番を持たない単独町名である。住居表示未実施。

## 地理
浜松市中央区の北部、三方原地区の中西部に位置する。東で東三方町、西で葵西（二丁目～六丁目）・花川町・大山町・浜名区細江町中川、南で初生町、北で豊岡町及び根洗町と接する。

### 河川
- 伊佐地川
- 北川
- 花川
- 和地大谷川

### 学区
小学校・中学校の学区は以下の通りである。
- 浜松市立豊岡小学校（百園、清水及び保養園）
- 浜松市立三方原小学校（百園、清水及び保養園を除く）
- 浜松市立三方原中学校

## 歴史

### 沿革
- 1880年（明治13年） - 敷知郡三方原村ができる。
- 1896年（明治29年）4月1日 - 郡制の施行により、三方原村の所属郡が浜名郡に変更となる。
- 1954年（昭和29年）7月1日 - 三方原村が浜松市に編入される。旧村域は大字三方原となった[書籍 1]。
- 1955年（昭和30年）10月20日 - 大字三方原の一部より分離し、初生町・東三方町・豊岡町・三幸町・大原町がそれぞれ新設される[書籍 2]。
- 1973年（昭和48年）9月1日 - 三方原町の一部から分離し、根洗町が新設される[書籍 3]。
- 1974年（昭和49年）9月1日 - 細江町大字中川との間で境界変更が実施される[WEB 8]。
- 2007年（平成19年）4月1日 - 浜松市が政令指定都市となる。三方原町は北区の一部となる。警察署の管轄が浜北警察署から細江警察署に変更となる。
- 2024年（令和6年）
  - 1月1日 - 浜松市の行政区再編により、三方原町は中央区の一部となる。また、消防署の管轄が北消防署から中消防署となる。
  - 4月1日 - 警察署の管轄が細江警察署から浜松中央警察署となる[WEB 9]。

## 施設
- 浜松市立三方原幼稚園
- 浜松市立三方原小学校
- 学校法人聖隷学園 法人本部
  - 聖隷クリストファー大学附属クリストファーこども園（幼保連携型認定こども園）
  - 聖隷クリストファー小学校
  - 聖隷クリストファー中学校・高等学校
  - 聖隷クリストファー大学介護福祉専門学校
  - 聖隷クリストファー大学
  - 聖隷クリストファー大学大学院
- 浜松市三方原協働センター
- 浜松市消防局中消防署曳馬野出張所
- 浜松いわた信用金庫三方原支店
- 静岡ろうきん浜松高台支店
- 浜松三方原郵便局
- 社会福祉法人聖隷福祉事業団 総合病院聖隷三方原病院
- ウエルシア浜松三方原店
- セブン-イレブン（浜松三方原北店、浜松三方原東店、浜松三方原南店）
- ローソン浜松三方原店
- ミニストップ浜松三方原町店
- ENEOS三方原SS（有限会社市川商店が運営）
- 浄土真宗 真宗大谷派 狐崎山 長徳寺
- 日蓮宗 三寶山 本乗寺
- 曹洞宗 瑞應山 新豊院
- 三方原神社
- 高千穂神社

## 交通

### バス
- 遠鉄バス
  - 40気賀三ヶ日線：（浜松駅 方面 - ）姫街道車庫（ - 花川町・大山町内区間） - 聖隷三方原病院（ - 気賀駅前／三ヶ日車庫 方面）
  - 43引佐線、45奥山線：（浜松駅 方面 - ）三方原南 - 三方原 - 百園 - 百里園 - 新豊院（ - 根洗町・浜名区細江町中川内区間） - 聖隷三方原病院（ - 奥山 方面）
  - 46都田線：（浜松駅／浜北駅 方面 - ）曳馬野北 - 三方原東 - 三方原協働センター（ - 都田 方面）
  - 100浜北医大三方原聖隷線：（浜北駅 方面 - ）曳馬野北 - 三方原東 - 三方原協働センター（ - 豊岡町・三幸町・根洗町・浜名区細江町中川内区間） - 聖隷三方原病院

### 道路
- 国道257号（金指街道）
- 静岡県道65号浜松環状線
- 静岡県道261号磐田細江線（姫街道）
- 静岡県道319号村櫛三方原線
- 浜松市道萩丘都田線（もくれん通り）
- 浜松市道三方原東大山線（赤松道）
- 浜松市道三方原85号線（保道）
- 浜松市道半田三方原線（赤松道）

## その他

### 警察
警察の管轄区域は以下の通りである。
| 番・番地等 | 警察署         | 交番・駐在所 |
| ---------- | -------------- | ------------ |
| 全域       | 浜松中央警察署 | 三方原北交番 |

### 消防
消防の管轄区域は以下の通りである。
| 番・番地等 | 消防署   | 本署/出張所  |
| ---------- | -------- | ------------ |
| 全域       | 中消防署 | 曳馬野出張所 |

### 書籍
1. ↑  『わがまち文化誌 三方原 -赤土・台地・古戦場-』浜松市三方原公民館、1994年2月14日、333頁。
2. ↑  『わがまち文化誌 三方原 -赤土・台地・古戦場-』浜松市三方原公民館、1994年2月14日、340頁。
3. ↑  『わがまち文化誌 三方原 -赤土・台地・古戦場-』浜松市三方原公民館、1994年2月14日、334頁。

### WEB
1. ↑  “h02_22.csv”.   総務省 (2022年2月10日). 2024年9月4日閲覧。
2. ↑  “chuouku_menseki.xlsx”.   浜松市 (2024年3月12日). 2024年9月4日閲覧。
3. ↑  “静岡県 浜松市中央区 三方原町の郵便番号 - 日本郵便”.   日本郵便. 2025年2月15日閲覧。
4. ↑  “市外局番の一覧”.   総務省 (2022年3月1日). 2024年9月4日閲覧。
5. ↑  “事業所案内及び管轄地域（事務所3件、分室3件）”.   一般社団法人静岡県自動車会議所. 2024年9月4日閲覧。
6. ↑  “住居表示実施状況”.   浜松市 (2024年1月4日). 2024年9月4日閲覧。
7. ↑  “学校名から探す／浜松市”.   浜松市 (2024年1月1日). 2024年9月4日閲覧。
8. ↑  “historyofcities.pdf”.   静岡県総務部合併推進室・財団法人静岡県市町村振興協会. 2024年9月19日閲覧。
9. ↑  “kankatsukuiki_henko.pdf”.   静岡県警察 (2024年1月22日). 2024年9月4日閲覧。
10. ↑  “三方原北交番｜静岡県警察”.   静岡県警察 (2024年1月1日). 2024年9月4日閲覧。
11. ↑  “消防署の町別管轄「ね」／浜松市”.   浜松市 (2024年3月21日). 2024年9月4日閲覧。